# Anthony J. Schuler
Pour les articles homonymes, voir Anthony Joseph.
 (juin 2025).
Anthony Joseph Schuler (né le 20 septembre 1868 à St Mary's, en Pennsylvanie, aux États-Unis, et décédé le 3 juin 1944 à Denver, au Colorado), est un prêtre jésuite américain d’origine allemande. Il est le premier évêque du diocèse d'El Paso.

## Biographie

### Jeunesse et formation
Anthony Schuler est né le 20 septembre 1868 en Pennsylvanie de famille d'origine allemande, mais huit ans plus tard (1876) la famille s’installe à Georgetown, au Colorado où le père du jeune Anthony meurt en 1883 dans un accident lié à l’exploitation de mines d’or. Nicholas Matz, le futur évêque de Denver emmène le jeune Anthony à Denver pour lui permettre de poursuivre ses études. C’est là que, en 1886, il a un premier contact avec les Jésuites, en la personne du père Arnold Damen venu à Denver pour y prêcher une mission populaire.
Cela le décide à demander son admission dans la Compagnie de Jésus. Il commence son noviciat à Florissant, le 7 décembre 1886. Après son  noviciat (1886-1888) et juvénat (1888-1890) à Florissant il poursuit des études de philosophie à l’université Saint-Louis de Missouri et enseigne pendant cinq ans (1893 1898) au Sacred Heart College (plus tard Regis College) à Denver. Le jeune jésuite fait ses études théologiques à Woodstock College (Maryland) de 1898 à 1902 : il y est ordonné prêtre le 27 juin 1901.

### Ministère à Denver
En 1902, il retourne au Sacred Heart College de Denver, où il est administrateur puis supérieur de la communauté de 1903 à 1906. Après son Troisième An fait à Florissant (1906-1907) il est envoyé comme curé de l’ancienne église de la Sainte-Famille à El Paso. De retour à Denver (1910), il réside à l’église du Sacré-Cœur, dont il est curé en 1913.

### Évêque d’El Paso
Le 16 juin 1915, le père Schuler est nommé premier évêque d'El Paso et reçoit l'ordination épiscopale le 28 octobre 1915 des mains de John Baptist Pitaval, archevêque de Santa Fe. L’église Saint-Patrick est encore en construction lorsque Schuler prend possession de son siège épiscopal. Il en fait immédiatement sa cathédrale : elle sera ouverte au culte en 1917.
Schuler passe la première année à visiter ses ouailles. Il apprécie l'élément hispanique de son vaste diocèse frontalier mais y découvre une grande pauvreté, surtout parmi ceux qui vivent dans les régions les plus reculées. Il se consacre alors à satisfaire les besoins éducatifs et sociaux autant que spirituels de ses fidèles. Le système éducatif étant déficient dans toute la région il crée durant son épiscopat cinq académies, un lycée pour garçons (à El Paso) et treize écoles paroissiales.
Situé en bordure immédiate de la frontière mexicaine El Paso reçoit beaucoup de catholiques fuyant les sévères persécutions religieuses sévissant au Mexique. Schuler fait montre de compréhension et grande charité envers les réfugiés mexicains arrivant dans son diocèse. En particulier il forme chez lui les séminaristes mexicains de Chihuahua en exil. Plusieurs parmi eux trouveront la mort durant leur ministère pastoral clandestin dans leur pays natal, dont Pedro Maldonado, fusillé le 11 février 1937 à Chihuahua, et canonisé en l’an 2000.

### Retour chez les Jésuites
À sa demande un évêque coadjuteur lui est donné en 1941, Sidney M. Metzger. Ce qui permet à Schuler de donner sa démission (29 novembre 1942) et revenir, comme il le souhaite, à la vie du simple religieux jésuite. Il prend résidence au Regis Collège de Denver où il continue à rendre des services pastoraux jusqu’à sa mort le 3 juin 1944.